# Strapping Young Lad
Strapping Young Lad eller SYL var ett kanadensiskt metalband startat av Devin Townsend i mitten av 1990-talet. Bandets generella stil förklaras bäst som death/thrash metal med influenser från industrial musik, även om stilen ändras från album till album.

## Historia
Strapping Young Lad, ofta förkortat "SYL", startade som ett soloprojekt av den kanadensiske musikern Devin Townsend. På debutalbumet, Heavy as a Really Heavy Thing, spelade Devin Townsend in allt förutom trumspåren.
Istället för att fortsätta vara ett soloprojekt, började också Jed Simon som gitarrist, Byron Stroud som basist och Gene Hoglan som trummis för att skapa albumet City, enligt många SYL:s bästa. City fick enorm respons och Kerrang! kallade albumet "ett av de tyngsta någonsin". Än idag spelar SYL med samma medlemmar.
Devin Townsend gjorde soloskivor de senaste åren (och gör fortfarande). När han spelade sitt eget material live var det dock fortfarande de andra medlemmarna i Strapping Young Lad som kompade honom. Detta skulle ändras år 2003, då Townsend bildade The Devin Townsend Band med andra medlemmar. Strapping Young Lad och The Devin Townsend Band spelar fortfarande på som vanligt.
2003 Släppte SYL det självbetitlade albumet Strapping Young Lad. Detta album är mindre ironiskt än de andra. 2004 släppte också SYL en live-dvd: For Those Aboot to Rock.
Skivan Alien släpptes 22 mars 2005 och fick mycket bra respons av de flesta kritikerna. Låtar som blev hits på denna skiva var "Love" och "Shitstorm".
2006 släppte bandet sin sjätte skiva, The New Black.
I maj 2007 tillkännagav Townsend under en presskonferens för att marknadsföra sitt nya soloalbum Ziltoid The All-Knowed, hans planer på att dra sig tillbaka från allmänheten och koncentrera sig på sin familj och producera soloalbum. Till följd av detta upplöstes Strapping Young Lad.

### Stil
SYL är en av de mest kaotiska och intensiva exemplen av industrial metal-genren. Otaliga spår av ljud finns bakom låtarna, som man märker efter fler och fler varv efter varv på skivorna. Dessutom finns en lite humoristisk, själv-parodisk stämning över det hela. Detta kan kännas igen av till exempel bandnamnet, albumtiteln Heavy as a Really Heavy Thing och låttitlar som Oh My Fucking God, Happy Camper, Far Beyond Metal och Home Nucleonics.

## Medlemmar
- Devin Townsend - sång, gitarr och keyboard
- Jed Simon - gitarr
- Byron Stroud - elbas
- Gene Hoglan - trummor

## Diskografi
- 1995 - Heavy as a Really Heavy Thing
- 1997 - City
- 1998 - No Sleep 'Til Bedtime: Live in Melbourne
- 2003 - Strapping Young Lad
- 2004 - For Those Aboot To Rock: Live at the Commodore (DVD)
- 2005 - Alien
- 2006 - The New Black